# الحياة البرية في توغو

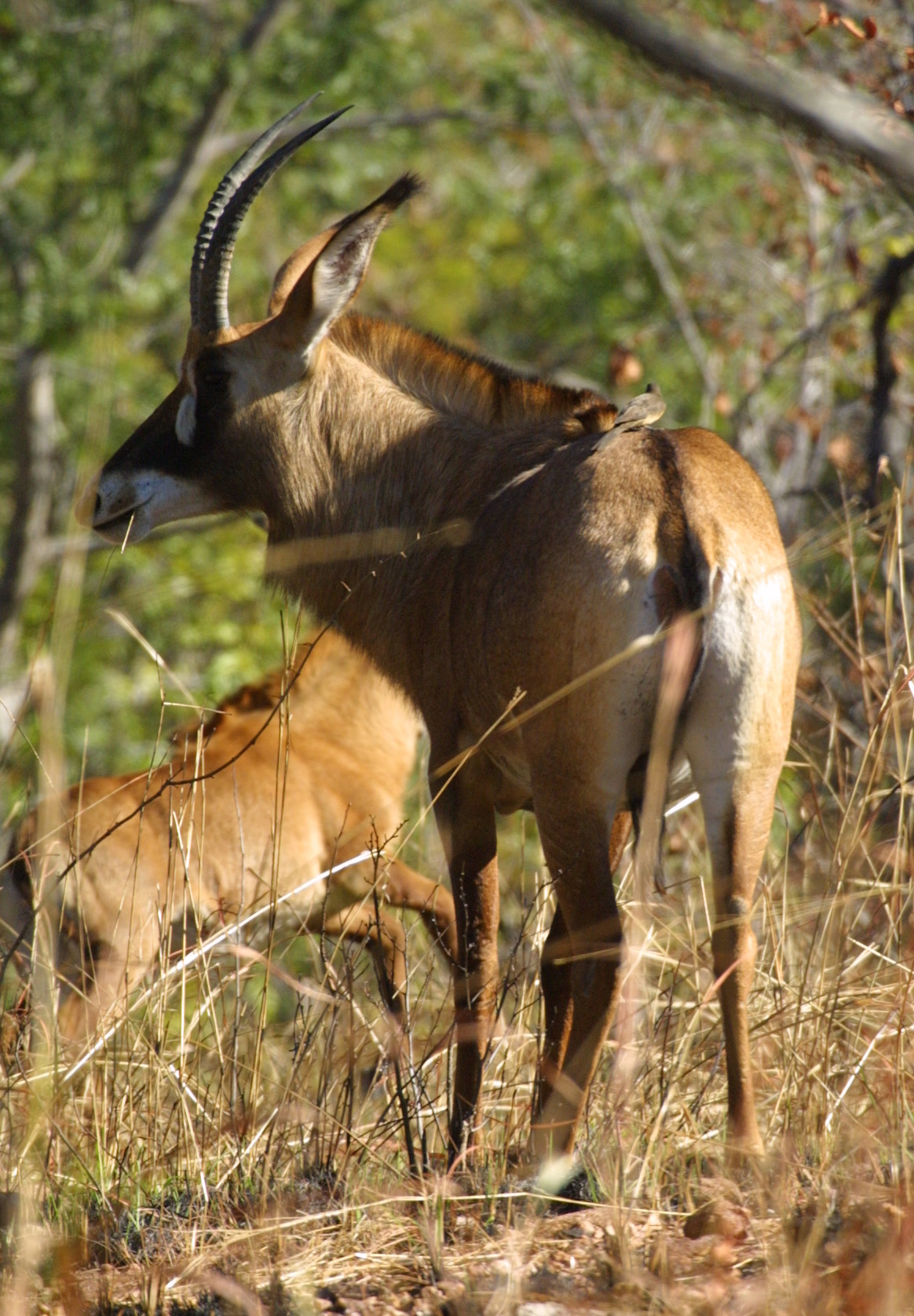
ظبي أسمرالحياة

 البرية في توغو  تتشكل من الفلورة و الفونا. وتضم 169 نوعا من ثدييات و 670 نوعا من طيور.